# Domleschg
Domleschg (rétorománsky Tumleastga) je obec ve švýcarském kantonu Graubünden, okresu Viamala. Nachází se v údolí Zadního Rýna, asi 12 kilometrů jihozápadně od kantonálního hlavního města Churu, v nadmořské výšce 801 metrů. Má přes 2 000 obyvatel.
Obec vznikla k 1. lednu 2015 sloučením bývalých samostatných obcí Feldis/Veulden, Trans, Pratval, Rodels, Almens, Paspels, Tumegl/Tomils a Scheid.

## Historie
Obec Domleschg vznikla 1. ledna 2015 sloučením bývalých obcí Almens, Paspels, Pratval, Rodels a bývalé sloučené obce Tumegl/Tomils. Obec Tomils vznikla již 1. ledna 2009 sloučením dříve samostatných obcí Feldis/Veulden, Scheid, Trans a Tumegl/Tomils.
Název je odvozen od názvu oblasti Domleschg; tato však přesahuje hranice území obce.

## Místní části
| Znak           | Název          | Nadmořská výška (m n. m.) | Rozloha (km²) | Počet obyvatel (12/2008) | Hustota zalidnění (obyv./km²) |
| -------------- | -------------- | ------------------------- | ------------- | ------------------------ | ----------------------------- |
| Almens         | Almens         | 787                       | 8,34          | 236                      | 28                            |
| Feldis/Veulden | Feldis/Veulden | 1470                      | 7,57          | 130                      | 17                            |
| Paspels        | Paspels        | 778                       | 4,59          | 466                      | 102                           |
| Pratval        | Pratval        | 687                       | 0,77          | 241                      | 313                           |
| Rodels         | Rodels         | 684                       | 1,68          | 274                      | 163                           |
| Scheid         | Scheid         | 1221                      | 12,32         | 151                      | 12                            |
| Trans          | Trans          | 1473                      | 7,47          | 56                       | 7                             |
| Tumegl/Tomils  | Tumegl/Tomils  | 801                       | 3,20          | 376                      | 118                           |

## Obyvatelstvo
| Vývoj počtu obyvatel | Vývoj počtu obyvatel | Vývoj počtu obyvatel | Vývoj počtu obyvatel | Vývoj počtu obyvatel | Vývoj počtu obyvatel | Vývoj počtu obyvatel |
| -------------------- | -------------------- | -------------------- | -------------------- | -------------------- | -------------------- | -------------------- |
| Rok                  | 2015                 | 2016                 | 2017                 | 2018                 | 2019                 |                      |
| Počet obyvatel       | 1 943                | 1 954                | 1 991                | 2 067                | 2 110                |                      |

## Doprava

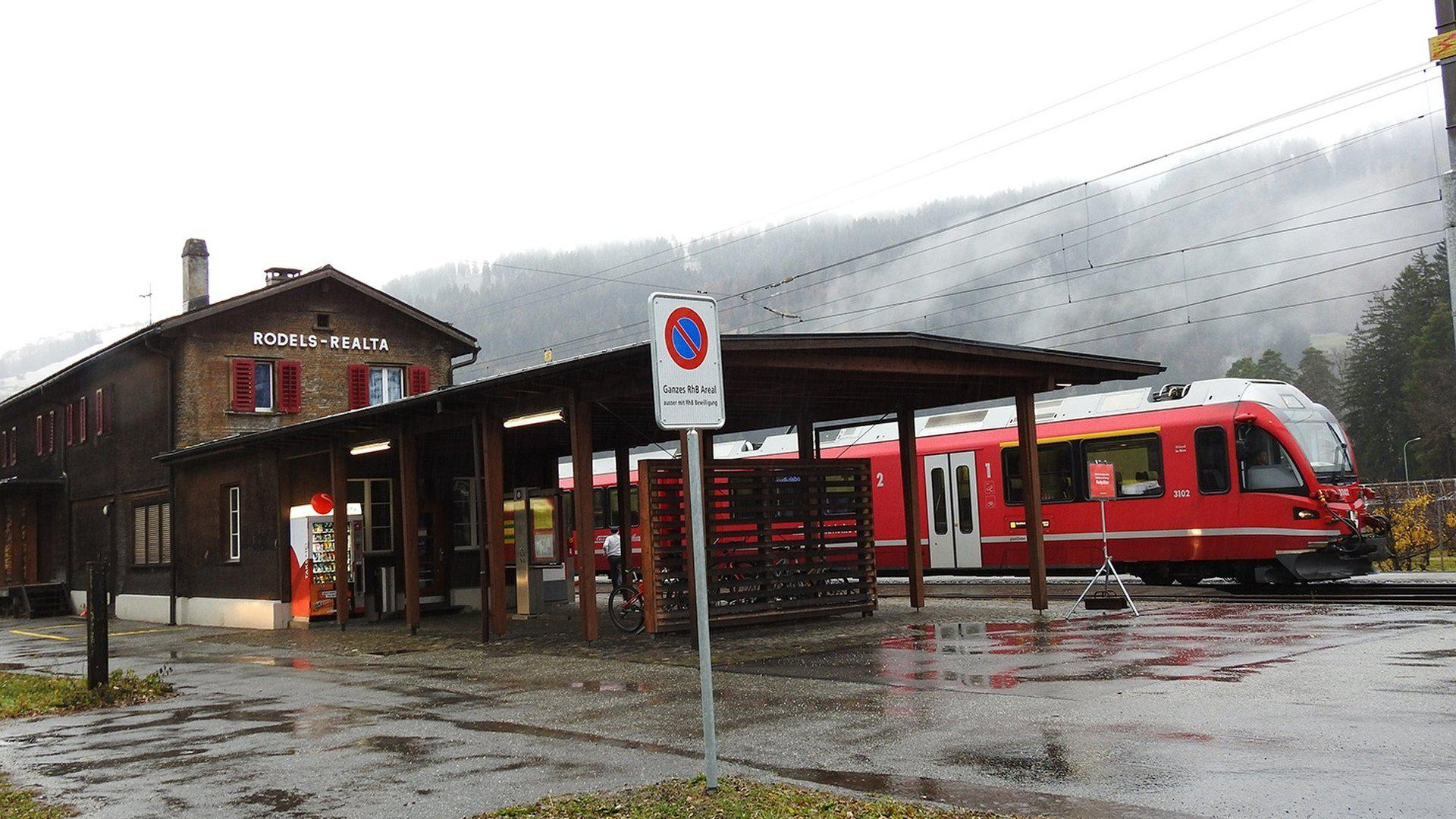
Železniční stanice Rodels-Realta

Obec leží nedaleko dálnice A13 v trase St. Margrethen – Chur – Bellinzona (nejbližší exity 20 Rothenbrunnen a 21 Thusis-Nord). Železniční stanice Rodels-Realta (avšak ležící na katastru sousední obce Cazis) se nachází na trati Landquart–Thusis Rhétské dráhy, na kterou plynule navazuje známá Albulská dráha.